# Severino Zuazo
Severino Zuazo Ugalde (Bilbao, Vizcaya, 16 de mayo de 1889  - 20 de julio de 1980) fue un jugador de fútbol que jugó como delantero en el Athletic Club.
Era hermano del arquitecto Secundino Zuazo.

## Biografía
Severino debutó el 6 de diciembre de 1908 en un amistoso ante el Club Ciclista de San Sebastián. En 1911 fue uno de los jugadores más destacados en la edición de la Copa del Rey, logrando dos goles durante el torneo. El 21 de agosto de 1913 fue titular en el primer partido disputado en San Mamés, siendo además el primer jugador en sacar de centro en dicho estadio, en un amistoso ante el Racing Irun.
El 18 de enero de 1914 fue el segundo jugador en anotar un hat-trick en San Mamés, minutos después de que Félix Zubizarreta anotara cinco tantos en un encuentro del Campeonato Regional ante el Irún Sporting. En mayo de 1914 fue determinante en la conquista de un nuevo título copero merced a sus cinco goles en el torneo, dos de ellos en la final ante el Fútbol Club España de Barcelona.
Al momento de su muerte, era socio número uno del Athletic Club.

## Clubes
| Club          | País   | Año       |
| ------------- | ------ | --------- |
| Athletic Club | España | 1908-1914 |

## Palmarés

### Campeonatos regionales
| Título               | Club          | País   | Año  |
| -------------------- | ------------- | ------ | ---- |
| Campeonato del Norte | Athletic Club | España | 1914 |

### Campeonatos nacionales
| Título       | Club          | País   | Año  |
| ------------ | ------------- | ------ | ---- |
| Copa del Rey | Athletic Club | España | 1910 |
| Copa del Rey | Athletic Club | España | 1911 |
| Copa del Rey | Athletic Club | España | 1914 |